# ウカシュ・ブルリガ
ウカシュ・ブルリガ（Łukasz Burliga 、1988年5月10日 - ）は、ポーランド・スハ・ベスキヅカ出身のプロサッカー選手。ヴィスワ・クラクフ所属。ポジションは、ディフェンダー。

## 経歴
2007-08シーズンにヴィスワ・クラクフのユースチームでムウォダ・エクストラクラサ（リザーブリーグ）で優勝、翌2008-09シーズンはリーグ戦12試合で12得点を挙げた。
2008-09シーズンの後半はポーランド・ファーストリーグのフロタ・シフィノウイシチェでローン移籍でプレーした。
2016年2月18日、エクストラクラサのヤギエロニア・ビャウィストクと3年半契約を結んだ。

## タイトル
ヴィスワ・クラクフ (ME)
- ムウォダ・エクストラクラサ: 2007-08

ヴィスワ・クラクフ
- エクストラクラサ: 2010-11